# Домпјер сир Бебр
Домпјер сир Бебр (фр. Dompierre-sur-Besbre) насеље је и општина у централној Француској у региону Оверња, у департману Алије која припада префектури Мулен.
По подацима из 2011. године у општини је живело 3119 становника, а густина насељености је износила 68,35 становника/km². Општина се простире на површини од 45,63 km². Налази се на средњој надморској висини од 216 метара (максималној 271 m, а минималној 207 m).

## Демографија
| 1962. | 1968. | 1975. | 1982. | 1990. | 1999. | 2011. |
| ----- | ----- | ----- | ----- | ----- | ----- | ----- |
| 3.528 | 4.031 | 4.115 | 4.040 | 3.807 | 3.477 | 3.119 |

График промене броја становника у току последњих година